# Arrhabaiosz lünkésztiszi király
Arrhabaiosz (ógörög Ἀρραβαῖος, latin Arrhabaeus) az ókori Felső-Makedóniában található Lünkésztisz korinthoszi származású uralkodója volt az i. e. 5. század második felében. Uralkodása során, i. e. 424–423-ban megvédte országa önállóságát a rátörő II. Perdikkasz makedón királlyal szemben. Egyes vélemények szerint ő volt az az Arrhabaiosz is, aki ellen az i. e. 5. század végén I. Arkhelaosz makedón király viselt hadat. Unokája, a makedón királyi családba beházasodó Eurüdiké révén Nagy Sándor ükapja volt.

## Származása
Lünkésztisz vidékének őshonos népei a makedónok közé tartozó lünkészták voltak, akik az archaikus korban kezdetleges társadalmi viszonyok között éltek. Az i. e. 5. század első felében – N. G. L. Hammond szerint az i. e. 475 körüli években – jelent meg a vidéken a korinthoszi Bakkhiadák egyik ága, és szerezte meg a hatalmat Lünkésztisz felett. E dinasztia első névről ismert tagja a forrásokban királyi cím nélkül említett Bromerosz, Arrhabaiosz apja volt.

## Uralkodása
Arrhabaioszt Thuküdidész említi először mint a makedón lünkészták vagy egyszerűen mint a lünkészták királyát az i. e. 424–423-as makedón–lünkésztiszi háború kapcsán. Fritz Geyer ókortörténész még az 1930-as években i. e. 430 körülre tette uralkodásának kezdetét, ezt azonban később Arrhabaiosz utódainak életkorát figyelembe véve N. G. L. Hammond túl kései időpontnak tartotta, és i. e. 445 körülre módosította. Arrhabaiosz születésének idejét Élía Kapetanópulosz görög történész az i. e. 473 és 453 közötti évekre tette, noha a későbbi időponttal kapcsolatosan jogosan merül fel a kétség, hogy amennyiben i. e. 423-ban Arrhabaiosz harmincéves volt, miként lehetett már veje, aki az oldalán harcolt a makedónok elleni háborúban.
Amit biztosan tudunk, hogy i. e. 423-ban már Arrhabaiosz volt a lünkésztiszi király. A peloponnészoszi háború időszakában II. Perdikkasz makedón király megkísérelte birodalmához csatolni a felső-makedóniai területeket, és i. e. 424-től támadásokat intézett Lünkésztisz ellen. A hoplita phalanx stratégiáját követő lünkésztiszi sereggel azonban nem bírt, és Spártához fordult segítségért, akik Braszidasz vezetésével i. e. 423-ban csatlakoztak a lünkésztisziek elleni háborúhoz. A hadi szerencse eleinte az egyesült makedón–spártai seregnek kedvezett, de váratlan fordulattal a makedón zsoldban álló illír had átállt Arrhabaiosz oldalára, és megfutamították a támadókat. (Bővebben: Makedón–lünkésztiszi háborúk).
Már e háború kapcsán is említik a források Szirrhaszt, aki nőül vette Arrhabaiosz leányát, és apósa oldalán részt vett a háborúban is. Arisztotelész tett arról említést, hogy mintegy két évtizeddel az előző háború után az i. e. 413 és 400/399 között uralkodó I. Arkhelaosz makedón király ismét hadat viselt „Szirrhasz és Arrhabaiosz” ellen. A névsorrend alapján feltételezik, hogy Szirrhasz vállalt prominens szerepet az újabb háborúban, akár uralkodóként, régensként vagy sztratégoszként, de a második helyen említett Arrhabaiosz azonosítása a korábbi lünkésztiszi királlyal vita tárgya. Az egyik elmélet szerint az idősebb Arrhabaiosz azonos nevű unokájáról és trónjának örököséről lehet szó, aki mellett feltételezett kiskorúsága miatt a régensi hivatalt betöltő Szirrhasz kezében összpontosult a hatalom, és akire II. Arrhabaiosz néven utalnak az elméletet elfogadó kutatók. A korabeli krónikások azonban nem jegyezték fel, hogy Arrhabaiosznak a Szirrhasz feleségévé lett leányán kívül lett volna gyermeke, így a történészek inkább abban látszanak egyetérteni, hogy az elaggott Arrhabaioszról van szó, aki vejének, Szirrhasznak engedte át az államügyek irányítását vagy – háborúról lévén szó – a sztratégoszi, hadvezéri tisztséget. Arisztotelész és más ókori szerzők sem az újabb makedón–lünkésztiszi háború kimeneteléről, sem Arrhabaiosz további sorsáról nem hagytak ránk adatokat.
Arrhabaiosz egyetlen ismert második generációs leszármazottja a leánya és Szirrhasz házasságából született Eurüdiké, aki i. e. 392–390 körül férjhez ment III. Amüntasz makedón királyhoz. Frigyükből született Makedónia három későbbi uralkodója: II. Alexandrosz, III. Perdikkasz és végül II. Philipposz, a „világhódító” Nagy Sándor apja is. Házasságukkal Lünkésztisz önállósága szertefoszlott, az ország Makedónia része lett.

### A lünkésztiszi dinaszták családfája
– lünkésztisziek          – valószínűleg lünkésztisziek          – makedónok

|                 |                 |                 |                 | Bromerosz       | Bromerosz       | Bromerosz     | Bromerosz     | Bromerosz       | Bromerosz       |                 |                 | ismeretlen      | ismeretlen      | ismeretlen | ismeretlen | ismeretlen     | ismeretlen     |                |                |                |                |
|                 |                 |                 |                 | Bromerosz       | Bromerosz       | Bromerosz     | Bromerosz     | Bromerosz       | Bromerosz       |                 |                 | ismeretlen      | ismeretlen      | ismeretlen | ismeretlen | ismeretlen     | ismeretlen     |                |                |                |                |
|                 |                 |                 |                 |                 |                 |               |               |                 |                 |                 |                 |                 |                 |            |            |                |                |                |                |                |                |
|                 |                 |                 |                 |                 |                 |               |               |                 |                 |                 |                 |                 |                 |            |            |                |                |                |                |                |                |
|                 |                 |                 |                 | Arrhabaiosz     | Arrhabaiosz     | Arrhabaiosz   | Arrhabaiosz   | Arrhabaiosz     | Arrhabaiosz     |                 |                 | ismeretlen      | ismeretlen      | ismeretlen | ismeretlen | ismeretlen     | ismeretlen     |                |                |                |                |
|                 |                 |                 |                 | Arrhabaiosz     | Arrhabaiosz     | Arrhabaiosz   | Arrhabaiosz   | Arrhabaiosz     | Arrhabaiosz     |                 |                 | ismeretlen      | ismeretlen      | ismeretlen | ismeretlen | ismeretlen     | ismeretlen     |                |                |                |                |
|                 |                 |                 |                 |                 |                 |               |               |                 |                 |                 |                 |                 |                 |            |            |                |                |                |                |                |                |
|                 |                 |                 |                 |                 |                 |               |               |                 |                 |                 |                 |                 |                 |            |            |                |                |                |                |                |                |
|                 |                 |                 |                 | Szirrhasz       | Szirrhasz       | Szirrhasz     | Szirrhasz     | Szirrhasz       | Szirrhasz       |                 |                 | ismeretlen      | ismeretlen      | ismeretlen | ismeretlen | ismeretlen     | ismeretlen     |                |                |                |                |
|                 |                 |                 |                 | Szirrhasz       | Szirrhasz       | Szirrhasz     | Szirrhasz     | Szirrhasz       | Szirrhasz       |                 |                 | ismeretlen      | ismeretlen      | ismeretlen | ismeretlen | ismeretlen     | ismeretlen     |                |                |                |                |
|                 |                 |                 |                 |                 |                 |               |               |                 |                 |                 |                 |                 |                 |            |            |                |                |                |                |                |                |
|                 |                 |                 |                 |                 |                 |               |               |                 |                 |                 |                 |                 |                 |            |            |                |                |                |                |                |                |
|                 |                 |                 |                 | III. Amüntasz   | III. Amüntasz   | III. Amüntasz | III. Amüntasz | III. Amüntasz   | III. Amüntasz   |                 |                 | Eurüdiké        | Eurüdiké        | Eurüdiké   | Eurüdiké   | Eurüdiké       | Eurüdiké       |                |                |                |                |
|                 |                 |                 |                 | III. Amüntasz   | III. Amüntasz   | III. Amüntasz | III. Amüntasz | III. Amüntasz   | III. Amüntasz   |                 |                 | Eurüdiké        | Eurüdiké        | Eurüdiké   | Eurüdiké   | Eurüdiké       | Eurüdiké       |                |                |                |                |
|                 |                 |                 |                 |                 |                 |               |               |                 |                 |                 |                 |                 |                 |            |            |                |                |                |                |                |                |
|                 |                 |                 |                 |                 |                 |               |               |                 |                 |                 |                 |                 |                 |            |            |                |                |                |                |                |                |
| II. Alexandrosz | II. Alexandrosz | II. Alexandrosz | II. Alexandrosz | II. Alexandrosz | II. Alexandrosz |               |               | III. Perdikkasz | III. Perdikkasz | III. Perdikkasz | III. Perdikkasz | III. Perdikkasz | III. Perdikkasz |            |            | II. Philipposz | II. Philipposz | II. Philipposz | II. Philipposz | II. Philipposz | II. Philipposz |